# Elogio de la madrastra
Elogio de la madrastra es una novela erótica del escritor peruano Mario Vargas Llosa. Fue publicada en 1988 por Editorial Tusquets.

## Narrativa
Lucrecia y Rigoberto son un matrimonio burgués, sin grandes pretensiones terrenales, que  practica el sexo de forma repetida a lo largo de la novela. No es amor platónico el que existe entre ambos, son relaciones frívolas, lúdicas y alegres. 
Rigoberto realiza una serie de rituales físicos y mentales preparatorios antes de las relaciones, mientras que Lucrecia y Fonchito (Hijastro de Lucrecia) se comportan como si entre ellos existiera una clara tendencia hacia el incesto. Existe además una trama fantástica que se relaciona con cuadros famosos que representan escenas eróticas. Los cuadros que aparecen en la obra son Candaules de Jacob Jordaens, Diana después de su baño de François Boucher, Venus con el Amor y la Música de Tiziano Vecellio, Cabeza I de Francis Bacon, Camino de Mendieta 10 de Fernando de Szyszlo y La anunciación de Fra Angélico.

## Temas centrales
Se trata de una novela en la que se reflexiona sobre la felicidad y la corrupción de la inocencia en Fonchito, y su madrastra, mediante una técnica narrativa que cumple con las características del género erótico, pero está llena también de poesía.

## Personajes principales
- Don Rigoberto, esposo de doña Lucrecia y padre de Alfonsito.
- Doña Lucrecia, segunda esposa de don Rigoberto, madrastra de Alfonsito.
- Alfonsito (Fonchito), hijo de don Rigoberto.
- Justiniana, empleada doméstica.

## Obras relacionadas
En 1997 Vargas Llosa publicó Los cuadernos de don Rigoberto, novela cuya temática y personajes siguen la trama de la novela Elogio de la madrastra y pertenece asimismo al género erótico.